# Chionaema suffundens
Chionaema suffundens là một loài bướm đêm thuộc phân họ Arctiinae, họ Erebidae.